# Art public à Guyancourt
 (novembre 2023).

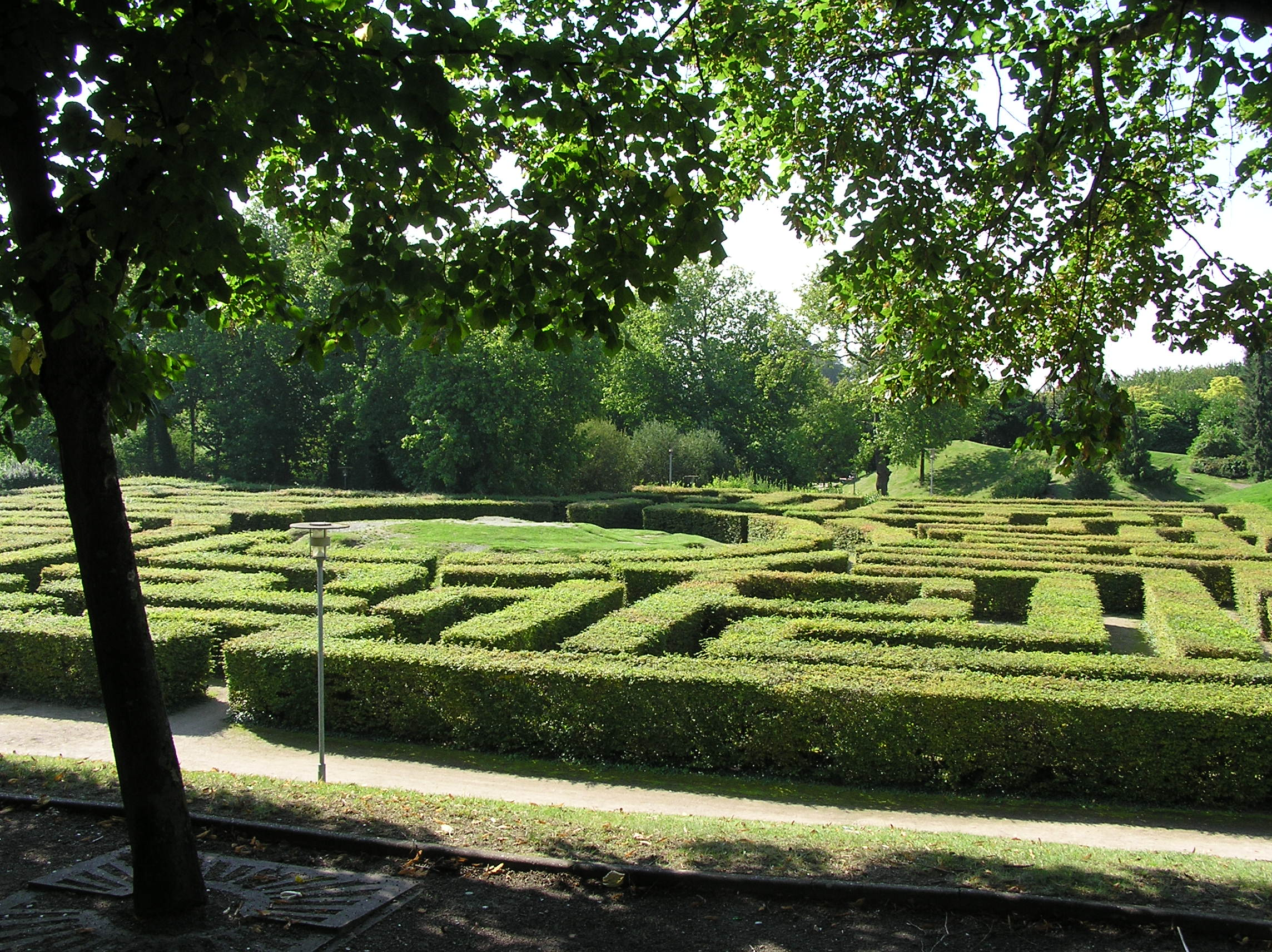
Le labyrinthe, sculpture végétale dans le Parc des Sources de la Bièvre.

Des artistes sont intervenus sur différents sites de la ville de Guyancourt dans les Yvelines.

## Quartier du Parc
- En 1992, Marta Pan a  intégré son ensemble de sculptures monumentales, La Perspective, dans l’architecture des espaces publics situés Boulevard Vauban. Les sculptures monumentales de Marta Pan assurent la liaison entre le centre commercial lui-même et l'entrée du Parc des Sources de la Bièvre. Trois sculptures composent ce cheminement : les engouffrements, les marches et la Perspective.

Les engouffrements sont situés face à l’église Saint-Quentin-les-Sources de Montigny-le-Bretonneux. Les engouffrements sont constitués de trois symboles : le carré, le rond et le triangle qui dans la culture asiatique signifient : l'univers, la terre et la pensée. Puis avec ses arcs de cercle et ses jeux d’eau situés à Guyancourt, La Perspective relie le quartier commercial de Saint Quentin avec le Carré urbain dessiné par l’artiste Dani Karavan en 1999 et situé dans le Parc des Sources de la Bièvre. Ce parc des Sources, œuvre de Paul Soun (paysagiste) et Bertrand Lemoine (architecte), est le trait d’union vert des quartiers du Parc, des Saules et des Garennes.
- Dans le Parc des Sources de la Bièvre, outre La Perspective de Marta Pan et le Carré urbain de Dani Karavan, de nombreuses sculptures réalisées en 1977 viennent conforter cet aménagement : L’oiseau du sculpteur roumain Victor Roman, sculpture en laiton de Patrick Guérard, Ascendance oblique de Bérard, sculpture en acier de Marcel Dupertuis, Fontaine en marbre gris de Ladislas Schwartz.

- En 1982, Klaus Schultze a réalisé dans le quartier du Parc une sculpture monumentale en briques. Celle-ci représente deux géants à table en référence au lycée hôtelier situé à proximité place François Rabelais.

## Quartier de Villaroy
- Philolaos a réalisé les sculptures du jardin des Gogottes conçu par l’urbaniste Jean-Noël Capart dans le quartier de Villaroy. Les Gogottes sont des animaux imaginées par le sculpteur Tloupas Philolaos en s’inspirant d’un livre de Babar. Un fil d’acier inoxydable reliant les Gogottes permettent de déambuler dans le jardin. À proximité, les façades des bâtiments qui entourent une partie du jardin des Gogottes sont ornées de caryatides inspirées de la Vénus de Milo (architecte : Manolo Nuñez-Yanowsky).

- Pierre Nicouleau a réalisé en 1996 La vague de lumière. C’est une sculpture monumentale située sur l’axe visuel reliant l’église Saint Victor et la Ruche du Technocentre. La vague se situe sur l’esplanade entre l’étang de Villaroy et le jardin des Gogottes de Philolaos.

## Quartier des Garennes
- En 1985, Gérard Mannoni a réalisé une fontaine place Jacques Brel.

## Quartier des Saules
- L’Éolienne dans le quartier des saules, place Seurat, est une œuvre de Marcel Van Thienen réalisée en 1986. C’est une sculpture mobile en acier inoxydable, constituée de 5 pâles qui tournent au gré des vents.
- Toujours dans le quartier des Saules, on retrouve sur la place des commerces la Grande Girouette réalisée en 1988 par le sculpteur espagnol José Subirà-Puig. C’est aussi une sculpture monumentale, revêtue en bois sur une armature en acier, symbole d’un gros papillon dont les ailes tournent au gré du vent.

## Quartier du Centre Ville
- L’Alliance réalisée en 1996 par le sculpteur Serge Homs, est située place du préfet Claude Érignac à la liaison entre le centre ville, cœur historique de Guyancourt et le dernier né des quartiers celui de Villaroy réalisé en 1995. L’Alliance symbolise l’union des quartiers de la ville.

- Philolaos a aussi réalisé la sculpture de la place Don Helder Camara représentant une fleur (cette place est située en face de la piscine).

## Quartier des Chênes
- Initi qui signifie soleil en langue quechua, est une œuvre réalisée en 2006 par l’artiste Giannina Lanata-Ricard d’origine Péruvienne. Cette sculpture est située avenue du 8 mai 1945 dans le quartier des Chênes[2].

## Quartier du Pont du Routoir
- Dans le cimetière paysager situé rue du Moulin à Renard, à proximité du jardin du souvenir, est érigée depuis 1996 une sculpture du japonais Yukichi Inoué.

## Quartier de l'Europe
- Marc Giai-Miniet et François Cau ont réalisé en 2000 dans le quartier de l’Europe à proximité de l’étang du Moulin à Vent l’œuvre Les Guetteurs.